# Helvetia (Wisconsin)
Helvetia – miasto w Stanach Zjednoczonych, w stanie Wisconsin, w hrabstwie Waupaca.